# Urera martiniana
Urera martiniana är en nässelväxtart som beskrevs av Victor W. Steinmann. Urera martiniana ingår i släktet Urera och familjen nässelväxter. Inga underarter finns listade i Catalogue of Life.